# Гамбит Кувиры
«Гамбит Кувиры» (англ. Kuvira’s Gambit) — одиннадцатый эпизод четвёртого сезона американского мультсериала «Легенда о Корре».

## Сюжет
Кувира произносит речь и собирается вторгнуться в Республиканский город. После она говорит со своим возлюбленным Баатаром-младшим. Болин приводит Су к Корре и остальным, рассказывая, что спас её семью с Лин и Опал. Он предупреждает о сверхоружии Кувиры. Президент Райко объявляет обязательную эвакуацию жителей города. Люди Варика работают над новыми роботами, и Болин приводит к нему Жу Ли, которая рассказывает правду, что притворялась верной Кувире. Он прощает её и говорит работать, но она желает, чтобы он обращался с ней на равных. Мако ненамеренно сеет панику в городе, когда сообщает по радио о приближении Кувиры, и тогда царевич Ву успокаивает жителей, произнося речь. Семья Тензина сообщает ему, что не станет покидать город. Тогда он просит детей следить за армией Кувиры. Все занимаются своими делами. Президенту Райко предлагают перебраться на островной храм воздуха, где будет безопаснее, а Корра решает проникнуть к Кувире с командой и уничтожить её оружие. К ночи гигантский робот Великого объединителя приближается к границе Объединённой Республики и уничтожает вахтовую башню энергией лиан. Утром команда Аватара летит на бизоне и замечает, что армия Кувиры прибывает на неделю раньше, и видит робота. Великий объединитель засекает их и атакует.
Команда возвращается к Тензину и сообщает об увиденном. Последний просит жену проинформировать Ву и укрыть людей в безопасном месте, а Корра собирается лететь на фронт к генералу Айро. Мако, Болин и Асами пойдут на её завод. Робот Кувиры подходит к городу и демонстрирует свою силу, уничтожая корабли вражеской армии. Президент Райко сдаётся, и Кувира посылает к нему Баатара-младшего. Корра приходит на завод, и друзья принимают решение взять Баатара-младшего в плен, чтобы выпытать у него, как остановить его изобретение. На миссию отправляются Корра, Тензин, Буми, Джинора и Кай. Они проникают на дирижабль Баатара и бесшумно похищают его. Вернувшись на завод, Корра требует от него информацию, бросая пустые угрозы, но он молчит. Тогда с ним решает поговорить мать. Дирижабль Баатара подлетает к островному храму воздуха для переговоров с президентом, но жених Кувиры не появляется. Мать не может уговорить Баатара-младшего, и тогда Аватар угрожает ему пожизненной разлукой с любимой, ибо будет скрываться с ним всю оставшуюся жизнь. Райко говорит с Кувирой по рации, а затем к ней подключается Баатар. Жених рассказывает Великому объединителю обо всём и просит её повернуть обратно, но она отвечает, что любит его, и, выяснив координаты его местонахождения, стреляет туда из пушки. Лин отправляется узнать, кто выжил, а Кувира вздыхает после предполагаемого убийства любимого.

## Отзывы

Динамика оценок IGN к эпизодам 4 сезона мультсериала

Макс Николсон из IGN поставил эпизоду оценку 8,8 из 10 и написал, что «самые важные моменты в этой серии произошли в последние несколько минут». Оливер Сава из The A.V. Club дал эпизоду оценку «B+» и отметил, что «Баатар-младший играет ключевую роль» в этой серии.
Каси Феррелл из Den of Geek понадеялась, что «все выжили при [финальном] взрыве», но учла, что «осталось так мало эпизодов, и есть все шансы, что некоторые этого не сделали». Её коллега, Майкл Маммано, вручил серии 4 звезды из 5 и захотел, чтобы «два последних эпизода были такими же сильными, как этот».
Дэвид Гриффин из Screen Rant написал, что «к сожалению, на этой неделе Кувира доказала, что верна никому, кроме себя, так как использовала своего жениха, чтобы нанести удачный удар по команде Аватара». Ноэл Киркпатрик из Yahoo! был рад, что Жу Ли не оказалась предателем, а также, что «она наконец потребовала уважения» от Варика. Майк Хоффман из The Escapist поставил эпизоду оценку 3,5 из 5 и отметил, что «„Гамбит Кувиры“ быстр и интенсивен, но недостаточно, чтобы скрыть его недостатки».
Главный редактор The Filtered Lens, Мэтт Доэрти, поставил серии оценку «B+» и посчитал, что «„Гамбит Кувиры“ был менее напряжённым, чем мы привыкли видеть под конец сезона, но это была отличная подготовка к финальному противостоянию на следующей неделе». Мордикай Кнод из Tor.com пишет: «Даже с учётом того, что Кувира стреляет гигантским лазером в Республиканский город, я всё ещё думаю, что „Равновесие“ закончится не поражением Корры, а тем, что она принесёт мир». Мэтт Пэтчес из ScreenCrush подумал, что в дальнейшем «Баатар-младший, скорее всего, объединится с хорошими ребятами, чтобы уничтожить оружие массового поражения Кувиры».